# Élections partielles québécoises de décembre 2016
Les élections partielles québécoises du 5 décembre 2016 se déroulent dans quatre circonscriptions à la suite de la démission de trois députés et au décès d'une autre.

## Saint-Jérôme

### Contexte et candidats
Le 2 mai 2016 Pierre Karl Péladeau, chef du Parti québécois, démissionne de toutes ses fonctions pour raisons familiales. Il était député de Saint-Jérôme depuis 2014.
Dans cette circonscription traditionnellement péquiste, le Parti québécois présente comme candidat Marc Bourcier, provenant de Saint-Jérôme, conseiller municipal à la Ville de Saint-Jérôme et enseignant de carrière. La Coalition avenir Québec mise ses espoirs sur le maire de Saint-Hippolyte Bruno Laroche afin de ravir cette circonscription qu'elle a détenue durant le court mandat de Jacques Duchesneau de 2012 à 2014. Le Parti libéral présente quant à lui Naömie Goyette et Québec solidaire Marcel Gosselin.
À l'issue du scrutin, le péquiste Marc Bourcier remporte l'élection avec 46,23% des voix et 2 135 voix de majorité.

### Résultats
|                                                                                               | Nom              | Parti                        | Nombre de voix | %      | Maj.  |
| --------------------------------------------------------------------------------------------- | ---------------- | ---------------------------- | -------------- | ------ | ----- |
|                                                                                               | Marc Bourcier    | Parti québécois              | 9 151          | 46,3 % | 2 135 |
|                                                                                               | Bruno Laroche    | Coalition avenir             | 7 016          | 35,5 % | -     |
|                                                                                               | Naömie Goyette   | Libéral                      | 2 092          | 10,6 % | -     |
|                                                                                               | Marcel Gosselin  | Québec solidaire             | 867            | 4,4 %  | -     |
|                                                                                               | Émilianne Lépine | Vert                         | 407            | 2,1 %  | -     |
|                                                                                               | Olivier Lamanque | Option nationale             | 88             | 0,4 %  | -     |
|                                                                                               | Sébastien Roy    | Conservateur                 | 67             | 0,3 %  | -     |
|                                                                                               | Sengtiane Trempe | Parti indépendantiste (2008) | 40             | 0,2 %  | -     |
|                                                                                               | Éric Émond       | Changement Intégrité         | 34             | 0,2 %  | -     |
|                                                                                               | Louis Chandonnet | Équipe autonomiste           | 23             | 0,1 %  | -     |
| Total                                                                                         | Total            | Total                        | 19 785         | 100 %  |       |
| Le taux de participation lors de l'élection était de 33,9 % et 232 bulletins ont été rejetés. |                  |                              |                |        |       |

## Marie-Victorin

### Contexte et candidats
Le 13 juin 2016, le péquiste Bernard Drainville démissionne de toutes fonctions politiques pour redevenir journaliste. Il était député de Marie-Victorin depuis 2007.
Dans ce fief du Parti québécois, de nombreux candidats à l'investiture se présentent. À la suite d'une élection interne, l'économiste Catherine Fournier est investie candidate au troisième tour de scrutin face à la comédienne Sophie Stanké, au gestionnaire financier Philippe Cloutier, au syndicaliste Nicolas Dionne, à l’ancien journaliste Carl Gilbert et au juriste Mathieu Marcotte.
Le 22 août le Parti libéral du Québec investi Maryse Patenaude, adjointe administrative au Centre hospitalier Pierre-Boucher. Elle se retire cependant un mois plus tard en invoquant des raisons personnelles et familiales.

### Résultats
|                                                                                               | Nom                       | Parti                        | Nombre de voix | %      | Maj.  |
| --------------------------------------------------------------------------------------------- | ------------------------- | ---------------------------- | -------------- | ------ | ----- |
|                                                                                               | Catherine Fournier        | Parti québécois              | 6 302          | 52,5 % | 4 599 |
|                                                                                               | Carl Lévesque             | Québec solidaire             | 1 703          | 14,2 % | -     |
|                                                                                               | Julie Chapdelaine         | Coalition avenir             | 1 699          | 14,2 % | -     |
|                                                                                               | Normand Parisien          | Libéral                      | 1 613          | 13,4 % | -     |
|                                                                                               | Vincent J. Carbonneau     | Vert                         | 315            | 2,6 %  | -     |
|                                                                                               | Fabien Villemaire         | Option nationale             | 109            | 0,9 %  | -     |
|                                                                                               | Roch Dumont               | Travailliste                 | 101            | 0,8 %  | -     |
|                                                                                               | Hoang Nam Nguyen          | Conservateur                 | 90             | 0,7 %  | -     |
|                                                                                               | Shirley Cedent            | Changement Intégrité         | 30             | 0,2 %  | -     |
|                                                                                               | Florent Portron           | Équipe autonomiste           | 22             | 0,2 %  | -     |
|                                                                                               | Étienne Turgeon Pelletier | Parti indépendantiste (2008) | 21             | 0,2 %  | -     |
| Total                                                                                         | Total                     | Total                        | 12 005         | 100 %  |       |
| Le taux de participation lors de l'élection était de 25,7 % et 147 bulletins ont été rejetés. |                           |                              |                |        |       |

## Arthabaska

### Contexte et candidats
Le 31 juillet 2016, Sylvie Roy, députée indépendante (ex-CAQ) décède des suites d'une hépatite aiguë. Elle était députée d'Arthabaska depuis 2012 (antérieurement élue de Lotbinière depuis 2003). 

### Résultats
|                                                                                               | Nom                | Parti                        | Nombre de voix | %      | Maj.  |
| --------------------------------------------------------------------------------------------- | ------------------ | ---------------------------- | -------------- | ------ | ----- |
|                                                                                               | Eric Lefebvre      | Coalition avenir             | 11 316         | 44 %   | 4 221 |
|                                                                                               | Luc Dastous        | Libéral                      | 7 095          | 27,6 % | -     |
|                                                                                               | Jacques Daigle     | Parti québécois              | 4 318          | 16,8 % | -     |
|                                                                                               | Guy Morin          | Conservateur                 | 1 210          | 4,7 %  | -     |
|                                                                                               | Sarah Beaudoin     | Québec solidaire             | 929            | 3,6 %  | -     |
|                                                                                               | Alex Tyrrell       | Vert                         | 543            | 2,1 %  | -     |
|                                                                                               | Émilie Charbonneau | Option nationale             | 160            | 0,6 %  | -     |
|                                                                                               | Christine Lavoie   | Parti indépendantiste (2008) | 115            | 0,4 %  | -     |
|                                                                                               | Suzanne Cantin     | Équipe autonomiste           | 58             | 0,2 %  | -     |
| Total                                                                                         | Total              | Total                        | 25 744         | 100 %  |       |
| Le taux de participation lors de l'élection était de 43,1 % et 265 bulletins ont été rejetés. |                    |                              |                |        |       |

## Verdun

### Contexte et candidats
Le 19 août 2016, Jacques Daoust, ministre libéral des transports, quitte la vie politique à la suite du scandale de la revente des actions de l'entreprise RONA. Il était député de Verdun depuis 2014.
À la suite de son élection comme chef du PQ Jean-François Lisée indique son souhait d'une coalition progressiste dans la circonscription. Pour cela il propose à Québec solidaire et au  Parti vert du Québec de retirer le candidat péquiste et de le remplacer par un indépendant soutenu par eux tous. Les deux partis refusent cette option et chacun investit donc son candidat.

### Résultats
|                                                                                               | Nom                 | Parti              | Nombre de voix | %      | Maj.  |
| --------------------------------------------------------------------------------------------- | ------------------- | ------------------ | -------------- | ------ | ----- |
|                                                                                               | Isabelle Melançon   | Libéral            | 5 116          | 35,6 % | 1 216 |
|                                                                                               | Richard Langlais    | Parti québécois    | 3 900          | 27,1 % | -     |
|                                                                                               | Véronique Martineau | Québec solidaire   | 2 669          | 18,6 % | -     |
|                                                                                               | Ginette Marotte     | Coalition avenir   | 1 829          | 12,7 % | -     |
|                                                                                               | David Cox           | Vert               | 615            | 4,3 %  | -     |
|                                                                                               | Frédéric Dénommé    | Option nationale   | 115            | 0,8 %  | -     |
|                                                                                               | David Girard        | Conservateur       | 94             | 0,7 %  | -     |
|                                                                                               | Sébastien Poirier   | Équipe autonomiste | 27             | 0,2 %  | -     |
| Total                                                                                         | Total               | Total              | 14 365         | 100 %  |       |
| Le taux de participation lors de l'élection était de 29,1 % et 138 bulletins ont été rejetés. |                     |                    |                |        |       |